# Gran hambruna de Bengala de 1770
La gran hambruna de Bengala de 1770 (bengalí: ৭৬-এর মন্বন্তর, chhiattōrer monnōntór; literalemnte, la hambruna del 76) fue una hambruna catastrófica entre 1769 y 1773 (1176 a 1180 en el calendario bengalí) que afectó la llanura inferior del Ganges, en la India. Se estima que la hambruna causó la muerte de 10 millones de personas, reduciendo la población de Bengala, que en la época incluía los actuales estados de Bihar y Orissa, a 30 millones de personas.
En el verano de 1770, la gente moría por todas partes. Aunque el monzón inmediatamente posterior trajo abundantes lluvias, también trajo enfermedades de las que fueron víctimas muchos de los más débiles.  Durante varios años aumentó la piratería en el delta del río Hooghly.  Aldeas desiertas y cubiertas de maleza eran una vista común.  La despoblación, sin embargo, fue desigual, afectando al norte de Bengala y Bihar gravemente, al centro de Bengala moderadamente, y al este sólo ligeramente. La recuperación también fue más rápida en el delta de Bengala, bien regado en el este.

## Antecedentes
La hambruna ocurrió en el territorio que se denominaba Bengala, por aquel entonces gobernado por la Compañía Británica de las Indias Orientales. Este territorio incluía los modernos Bengala Occidental, Bangladés y partes de Assam, Orissa, Bihar y Jharkhand. Desde el siglo XVI había sido una provincia del Imperio mogol y había estado gobernada por un nawab o gobernador. A principios del siglo XVIII, cuando el Imperio mogol comenzó a colapsarse, el nawab se convirtió de facto en independiente del gobierno mogol central. 
En el siglo XVII, la Compañía Británica de las Indias Orientales había conseguido que el príncipe mogol Shah Shuja le concediera el gobierno de la ciudad de Calcuta. Durante esta época la Compañía era básicamente otro poder tributario del mogol. Durante el siglo siguiente, la Compañía obtuvo derechos comerciales exclusivos para la provincia y se convirtió en el poder dominante en Bengala. En 1757, en la batalla de Plassey, los británicos derrotaron al nawab Siraj Ud Daulah y saquearon el tesoro bengalí. En 1764 su control militar se vio reafirmado en la batalla de Buxar. En el tratado subsiguiente consiguieron el diwani, es decir, el derecho a recolectar los impuestos; la Compañía se convertía así en el gobernante de facto de Bengala.

## Hambruna
Las regiones en las que la hambruna fue especialmente grave coinciden aproximadamente con los estados indios modernos de Bihar y Bengala Occidental, pero la hambruna también se extendió a Orissa y Jharkhand, así como al Bangladés moderno. Entre las regiones más afectadas se encuentran las áreas de Birbhum y Murshidabad en Bengala, y Tirhut, Champarán y Bettiah en Bijar.
Un déficit parcial en las cosechas, considerado nada fuera de lo normal, ocurrió en 1768 y continuó hasta finales de 1769 con condiciones climáticas más severas. Hacia septiembre de 1769 había una sequía severa y ya existían informes alarmantes sobre los graves problemas en áreas rurales. Aun así, los informes fueron ignorados por los agentes de Compañía. Hacia principios de 1770 ya había problemas de hambre y hacia mediados de 1770 las muertes por inanición eran a gran escala.
A finales de 1770 lluvias produjeron una cosecha buena y la hambruna disminuyó. Aun así, hubo otros problemas con las cosechas en los años siguientes, elevando el balance final muertos. Se estima que aproximadamente diez millones de personas, es decir, casi un tercio de la población del área afectada, fallecieron a causa de la hambruna.
A raíz de la hambruna, grandes áreas permanecieron despobladas en las décadas siguientes, cuando los supervivientes emigraron en masa en busca de alimento. Muchas de las tierras cultivadas fueron abandonadas —gran parte de Birbhum, por ejemplo, regreso a ser una jungla y fue prácticamente impenetrable durante décadas. A partir de 1772, bandidos y bandas de matones se convirtieron en habituales en Bengala y sólo pudieron ser controlados con acciones punitivas en la década de 1780.

## Causas
La causa de esta hambruna hay que buscarla en la extensa obligación de cultivar opio —la Compañía Británica de las Indias Orientales forzaba a los agricultores locales a cultivarlo como parte de su estrategia de exportación a China— en lugar de cultivos alimentarios locales, resultando en una escasez de grano para la población local bengalí.   También se cree que entre las causas de la hambruna se encuentran  las malas cosechas del otoño de 1768 y el verano de 1769 y una epidemia de viruela que las acompañó.} La Compañía de las Indias Orientales había farmed out la recaudación de impuestos debido a la escasez de administradores capacitados, y la incertidumbre reinante puede haber empeorado el impacto de la hambruna.  Otros factores que aumentaron la presión fueron: los mercaderes de grano dejaron de ofrecer anticipos de grano a los Campesinos, pero el mecanismo de mercado para exportar el grano de los mercaderes a otras regiones siguió vigente; la Compañía de las Indias Orientales compró una gran parte de arroz para su ejército; y los sirvientes privados de la Compañía y sus Gomasthas indios crearon monopolios locales de grano.  A finales de 1769 los precios del arroz se habían duplicado, y en 1770 se triplicaron aún más. En Bihar, el continuo paso de ejércitos por el campo, ya afectado por la sequía, empeoró las condiciones. La Compañía de las Indias Orientales proporcionó poca mitigación a través de esfuerzos directos de socorro; ni redujo los impuestos, aunque sus opciones para hacerlo pueden haber sido limitadas.

## Responsabilidad de la Compañía Británica de las Indias Orientales
La hambruna fue causada o fue agravada en gran parte debido a las políticas de la Compañía Británica de las Indias Orientales en Bengala.
Como empresa comercial, el primer objetivo de la Compañía de las Indias Orientales era maximizar sus beneficios. Para ello usaba sus derechos de gestionar los impuestos de Bengala, que provenían sobre todo de los impuestos sobre la tierra y los aranceles comerciales. Según la Compañía iba ganando control de las tierras, típicamente multiplicaba los impuestos por cinco —de un 10% pasaban a un 50% de la producción. En un principio, cuando se introdujeron estos los nuevos impuestos, los ingresos por de la Compañía se duplicaron y la mayoría de los ingresos fueron sacados del país. En el momento en que la hambruna alcanzaba su peor momento, en abril de 1770, la Compañía tenía previsto para el año siguiente a aumentar los impuestos sobre la tierra en otro 10%.
Sushil Chaudhury escribe que la destrucción de cultivos alimentarios en Bengala para cultivar opio para la exportación redujo la disponibilidad de alimentos y contribuyó a la hambruna. La Compañía también ha sido criticada por ordenar a los labradores a cultivar añil en vez de arroz, así como prohibir el «acaparamiento» de arroz. Esto impidió a vendedores y comerciantes a disponer de reservas, que en otros tiempos habrían ayudado a las poblaciones a superar las épocas de vacas flacas 
En el momento de la hambruna, el comercio de grano estaba sometido a un monopolio establecido por la Compañía y sus agentes. La Compañía no tenía ningún plan para paliar la escasez de grano y sólo se tomaban decisiones en tanto en cuanto afectaban a las clases de mercaderes y comerciales. Los ingresos por impuestos sobre la tierra disminuyeron un 14% durante el año de hambruna, pero se recuperaron rápidamente. Según McLane, el primer gobernador general de la India británica, Warren Hastings, reconoció la recolección «violenta» de impuestos después de 1771: los ingresos conseguidos por Compañía eran más altos en 1771 que en 1768. En total, los beneficios de la compañía aumentaron de quince millones de rupias en 1765 a treinta millones en 1777. No obstante, la Compañía continuó con sus problemas económicos e influyó en el Parlamento británico para aprobar la Ley del Té en 1773, que aumentaba los impuestos de importación al té enviado a las colonias americanas, lo que contribuyó a la guerra de Independencia de los Estados Unidos iniciada en abril de 1775.